# أحمد شهاب الدين
أحمد شهاب الدين (بالإنجليزية: Ahmed Shihab-Eldin، مواليد 16 سبتمبر 1984) كويتي أميركي من أصل فلسطيني. صحفي وكاتب عمود سابق في هافينغتون بوست، ومقدم سابق في هاف بوست لايف.

## نشأته
ولدَّ أحمد شهاب الدين في كاليفورنيا لوالدين كويتيين من أصول فلسطينية. أمضى شهاب الدين طفولته بين الكويت، مصر، كاليفورنيا، والنمسا. خلال طفولته، درسّ في المدرسة الأمريكية الدولية في فيينا، النمسا والكلية الأمريكية بالقاهرة.

## مسيرته المهنية
بدأ شهاب الدين في الولايات المتحدة بفترة تدريب كمنتج أخبار لنيويورك تايمز سنة 2008. لستة أشهر، عمل في الدوحة مع القناة الدولية الإخبارية الجزيرة الإنجليزية. كما عمل أيضًا كمراسل ومنتج لمؤسسة الدوحة للأفلام وساعد في إطلاق مهرجان الدوحة ترايبيكا السينمائي، بقيادة الفريق التحريري على الإنترنت. عمل أحمد لاحقًا كمنتج وسائط متعددة في سلسلة بي بي إس الوثائيقية زاوية واسعة، وكمنتج لنيويورك تايمز.
في 2011، أنشئ شهاب الدين وشارك في تقديم، برنامج الجزيرة الإنجليزية المرتبط بوسائل التواصل الاجتماعي، ذا ستريم.
تخرج شهاب الدين من كلية الدراسات العليا في جامعة كولومبيا للصحافة، يلهمه لبدء تدريس وسائل الإعلام الرقمية كأستاذ مساعد.
دوَّنَ شهاب الدين لهافينغتون بوست منذ 2008. كما عمل في مشاريع خاصة كمصور فيديو مؤسسة روكفيلر وفورتلاين. سنة 2008، حصل مشروعه لوسائل الإعلام الرقمية على جائزة ويبي ’’تعريف الأرض الوسطى: الجيل القادم من المسلمين النيويوركيين.”
في 2012 قدم شهاب الدين في قائمة فوربس ’’30 تحت ال30‘‘ لـ “تخلخل الشباب، المبتكرين وسائل الاعلام رجال الأعمال الصبر لتغيير العالم”.
في سنة 2014، تحرر شهاب الدين من عقده مع هاف بو.

## التعليم
شهاب الدين حاصل على بكالوريوس في علوم الاتصالات من جامعة بوسطن وفي 2007 تخرج بدرجة ماجستير في علوم الصحافة من كلية الدراسات العليا في جامعة كولومبيا للصحافة. يتحدث شهاب الدين الألمانية، الإنجليزية، العربية والفرنسية.